# Franz Thomas Schleich
Franz Thomas Schleich (n. 1948, Tomnatic, Republica Populară Română) este un scriitor de limba germană și publicist german, șvab bănățean originar din România.
Copil fiind, a fost deportat în Bărăgan împreună cu familia. 
Franz Thomas Schleich a absolvit Facultatea de Filologie din Timișoara. 
În tinerețe a fost membru al cenaclului „Adam Müller-Guttenbrunn“ din Timișoara și, din 1971, a lucrat ca redactor al ziarului local Neue Banater Zeitung. 
Ca membru al cenaclului, Franz Thomas Schleich a raportat Securității că prima carte scrisă de Herta Müller, "Niederungen" („Depresiuni“), conține "orientări anti-statale". Concret, într-o notă datată 16 martie 1982, semnată „Voicu“, scria: „Critică, și iar critică, o critică atât de destructivă, încât te întrebi, ce rost au aceste texte?!“ Această notă a fost folosită de Securitate ca dovadă justificativă pentru începerea dosarului de urmărire informativă (D.U.I.) a Hertei Müller.
Schleich a continuat colaborarea cu Securitatea sub numele de cod "Voicu", spionând-o pe Herta Müller. Aceste informații au fost difuzate în ziua de 11 ianuarie 2010 de postul public de televiziune din Germania, ARD, care a citat martori din acea perioadă și documente din arhiva Securității.
La începutul anilor '80, Franz Thomas Schleich a publicat o serie de articole în revista Stern, care apare în RFG, prin care se declara o victimă a regimului comunist. Articolele au atras atenția ministrului de externe din acea vreme, Hans-Dietrich Genscher, care s-a implicat reușind să obțină pentru Schleich dreptul de a emigra. Ajuns în Germania, în 1983, Schleich s-a stabilit în apropiere de Ludwigshafen, unde a lucrat la un concern local. 
Într-un raport înaintat la 21 decembrie 1985 de Inspectoratul Județean Timiș al Ministerului de Interne către Direcția I, cuprinzând date despre Franz Thomas Schleich, alias Voicu, emigrat în martie 1983 în Germania, se informa, între altele, că:
În calitate de sursă cât și în perioada contactului neorganizat cu organele noastre a furnizat un volum mare de informații atît asupra unor cetățeni români cât și străini, materiale de certă valoare operativă care au constituit temeiul luării mai multor măsuri preventive.-
Menționăm printre altele identificarea unui manuscris de 80 de pagini cu conținut profund dușmănos aparținând lui TOTOK WILLIAM, care a fost apoi fotocopiat și tradus integral de SCHLEICH FR. TOMA, și ulterior prin măsuri combinative în care a fost implicat direct SCHLEICH FR. TOMA, s-a intrat în posesia manuscrisului printr-o percheziție legendară, material folosit în demascarea activității lui TOTOK WILLIAM și a unor legături ostile ale sale.-
Tot SCHLEICH FR. TOMA a identificat și ne-a semnalat despre mai multe lucrări așa zis literare și alte scrieri cu conținut tendențios și ostil redactate de BERWANGER NICOLAE, TOTOK WILLIAM, WAGNER RICHARD, LIPPET IOAN, FRAUENDORFER HELMUTH, SAMSON HORST și MÜLLER HERTA, BETTINA GROSS elemente cu concepții dușmănoase aflate în atenția organelor noastre cît și date asupra altor multor persoane care au avut poziții ostile orînduirii noastre.-
Toate informațiile, inclusiv traduceri și interpretări ale lucrărilor literare cu conținut ostil sau interpretativ, au fost semnalate organelor noastre în scris sub formă de "NOTE" și semnate cu numele conspirativ de "VOICU".-
Pentru aportul adus în obținerea de informații a fost recompensat în bani, respectiv 300 lei în 1976, 800 lei în iunie 1982 și 500 de lei în noiembrie 1982 dînd chitanțe scrise personal cu mențiunea "Am primit suma de ______ de la organele M.I. sau de securitate."-
În 1985, Schleich a venit în România, cu scopul de a scrie un reportaj despre situația din țară. Articolul a apărut în octombrie 1985 în revista „Stern“. În martie 1986 a venit din nou în România și a solicitat o întâlnire cu fostul său ofițer de legătură, lt. col. Nicolae Pădurariu. 
În raportul scris de ofițer după întâlnire, Schleich apare sub un nou nume conspirativ, „Schneider“. Colonelul îl laudă în raport pe fostul colaborator pentru „volumul mare de informații de valoare operativă” furnizate în trecut și îi trasează sarcina să-i spioneze din nou pe scriitorii din Timișoara. Cetățeanul vest-german Schleich și-a îndeplinit cu succes această sarcină secretă și i-a oferit securistului informațiile culese. 
Până la pensionare, Schleich a lucrat în Germania la o mare întreprindere. În același timp a încercat să se prezinte în public ca o persoană persecutată de către regimul din România. După desconspirare, a refuzat să dea un interviu televiziunii germane, susținând într-un mail că documentele Securității sunt contrafăcute.

## Scrieri
- Spät im Jahr. Gedichte. (versuri), Editura Litera, București, 1978.[2]
- Vereinbarung durch Handschlag, Editura Facla, Timișoara, 1980.[2]
- Warten auf das Klopfzeichen. Lyrik. (versuri), Editura Blaschke, St. Michael, 1982, ISBN 3-7053-1777-6.